# Magín Alfredo Froiz
Magín Alfredo Froiz Planes (1943-2022) fue un empresario español.
Alfredo Froiz fundó en 1968 el grupo de distribución alimenticia Distribuciones Froiz, que se convirtió en uno de los grupos de distribución alimenticia más importantes de España, situado entre las primeras veinte empresas del sector, tiene presencia tanto en España como en Portugal. El Grupo Froiz contaba en el año 2022 con 336 puntos de venta y 6.200 trabajadores. 

## Biografía
Nació en la localidad oscense de Barbastro en Aragón, España, el 14 de diciembre de 1943. Su padre era oriundo de la localidad pontevedresa de O Corpiño en Lalín, Galicia, y su madre de Barbastro en Huesca. La familia se trasladó a Pontevedra donde regentó una carnicería en la plaza de abastos de la ciudad. 
Tras acabar sus estudios de bachillerato, pasó a trabajar en una empresa constructora. En 1968, con 24 años, adquirió un supermercado en el que trabajaba de carnicero, siendo este el inicio de lo que posteriormente sería el Grupo Froiz. Este local, en la ciudad de Marín, que fue mantenido como supermercado durante 33 años hasta que en 2003 se reforma para convertirlo en un hipermercado urbano Hiper Froiz. En 1979 abre el segundo supermercado, también en Pontevedra, y en 1990 construye un almacén logístico en la población  Lourido, concello de Poyo, donde establece la sede de la empresa. 
En la década de 1990 comenzó la expansión del grupo abriendo  tiendas en todas las provincias de Galicia, bien de nueva planta o compradas a otras empresas. En 1996 abrió un establecimiento en Valença do Minho, siendo el primero del grupo en Portugal. A finalizar la década prosiguió con la expansión por Castilla y León abriendo tiendas en Ávila, León, Palencia, Segovia, Valladolid y Zamora.
En el año 2005 se instala en Castilla-La Mancha con un centro Hiper Froiz en la localidad de Olías del Rey cerca de Toledo y tres años después irrumpe en la comunidad de Madrid donde ubica cuatro establecimientos.
El día 10 de marzo de 2022 se produce su fallecimiento.

## Premios y méritos
En la carrera profesional Alfredo Froiz ha recibido diferentes premios y reconocimientos, los que figuran los siguientes:
- 2022: Medalla mérito deportivo a título póstumo. Xunta de Galicia.
- 2017: Medalla de oro al mérito en el Trabajo. Gobierno de España.

- 2015: Premio Familia Empresaria de Galicia. Asociación gallega de la Empresa Familiar.

- 2013: Premio honorífico AJE (Asociación Jóvenes Empresarios) de Pontevedra

- 2012: Premio a la mejor trayectoria empresarial. Grupo Unidad Editorial.

- 2012. Premio Autónomo Distinguido. APE Galicia (Asociación Autónomos y pequeñas empresas de Galicia).

- 2011. Premio Federación Vecinos Boa Vila de Pontevedra.

- 2010. Premio AEMPE. Asociación Empresarios pequeña y mediana empresa de la provincia de Pontevedra.

- 2008: Premio Pontevedrés del Año. Grupo El Progreso-Diario de Pontevedra.

- 2008: Medalla de oro de la provincia. Diputación de Pontevedra

- 1999: Medalla de oro. Fundación Rutas del Románico.

- 1998: Premios Las Voces del Año, otorgado por el Grupo Voz.

- 1996. Premio Ciudad de Pontevedra. Concello de Pontevedra.

- 1996. Premio Mejor Empresario de Galicia. Fundación Semana Verde de Galicia.